# 椎葉村立椎葉中学校
椎葉村立椎葉中学校（しいばそんりつ しいばちゅうがっこう）は、宮崎県東臼杵郡椎葉村大字下福良にある公立の中学校。略称「椎中」（しいちゅう）。

## 概要
歴史
1947年（昭和22年）の学制改革（六・三制の実施）により、新制中学校として創立。2022年（令和4年）には創立75周年を迎えた。1970年（昭和45年）頃には分校と合わせ、500名を超える生徒が在籍していたが、2000年（平成12年）以降は100名を下回っている。
校訓
「自治・協同・友愛」
校章
1948年（昭和23年）制定。堀切正により図案化される。鏡（八稜鏡）の輪郭、空を表す瑠璃色（青色）の鏡、椎の木の2枚の葉・椎の実を組み合わせた図案となっており、中央に「中」の文字を配している。
校歌
1955年（昭和30年）制定。作詞は村口美好、作曲は海老原直による。歌詞中に校名の「椎葉中」が登場する。
通学区域
「椎葉村全域」。
へき地2級校の認定を受けており、校区が広い。そのため、公共交通機関による通学が困難な地域が存在するため、「醇和寮」を設置しており、30〜40名の入寮者がいる。

小学校区は以下の通り
- 椎葉村立椎葉小学校
- 椎葉村立尾向小学校
- 椎葉村立不土野小学校
- 椎葉村立大河内小学校
- 椎葉村立松尾小学校

## 沿革
- 1947年（昭和22年）
  - 5月1日 - 学制改革（六・三制の実施）により、新制中学校「椎葉村立椎葉中学校」の設置が認可される。
  - 5月8日 - 「椎葉村立市椎葉中学校」（現校名）が開校。椎葉村立椎葉小学校校舎の一部と青年学校校舎を利用する形で開校。初代校長に椎葉重人が着任。松尾分校を設置。生徒数は本校175名（6学級）、分校103名（2学級）でのスタート。小学校寄宿舎並びに民家を買収し、順に「渓水寮」、「若葉寮」、「梅の寮」と称する。
- 1948年（昭和23年）
  - 4月 - 校章を制定。
  - 8月 - 木造2階建て校舎1棟（9教室）が完成。
- 1949年（昭和24年）4月1日 - 行政区変更により、椎葉村は東臼杵郡に属することとなる。
- 1950年（昭和25年）
  - 2月 - 針金橋に寄宿舎1棟が完成し、「双葉寮」と命名。
  - 3月 - 校歌を制定
  - 10月 - 普通教室（4教室等）が完成。
- 1951年（昭和26年）4月 - 椎葉ダム工事のため、寄宿舎「渓水寮」を閉鎖。若葉寮食堂を縮小し、2室を生徒室に改造。
- 1952年（昭和27年）
  - 1月 - 若葉寮6室および校長住宅が完成。
  - 6月 - 椎葉ダム工事のため、椎葉村立椎葉小学校へ校舎を移転。
- 1953年（昭和28年）
  - 1月 - 出火のため、双葉寮が全焼。
  - 11月 - 明徳寮が完成。
- 1954年（昭和29年）8月 - 台風5号により、前年完成したばかりの明徳寮が流出。九電クラブおよび小学校講堂を借用の上、仮の寄宿舎とする。
- 1955年（昭和30年）
  - 11月1日 - 木造2階建ての寄宿舎が完成（復旧）。
  - 11月3日 - 松尾分校が分離の上、椎葉村立松尾中学校として独立。
- 1958年（昭和33年）
  - 9月 - 旧校舎（6教室）を移転。
  - 10月 - 寄宿舎の食堂を利用して、完全給食を開始。
- 1959年（昭和34年）- 運動場を拡張。
- 1963年（昭和38年）5月 - 寄宿舎が完成。
- 1964年（昭和39年）5月 - 体育館が完成。
- 1967年（昭和42年）
  - 2月 - 鉄筋コンクリート造3階建ての新校舎（第二期工事、本館）が完成。
  - 3月 - 新校舎へ移転完了。
- 1968年（昭和43年）
  - 3月 - 鉄筋コンクリート造2階建て新校舎（第三期工事、普通教室）が完成。技術室が完成。
  - 6月 - 岩石園が完成。
- 1969年（昭和44年）- 運動場を整備。
- 1972年（昭和47年）9月 - プールが完成。
- 1980年（昭和55年）9月 - 国旗掲揚柱が完成。
- 1981年（昭和56年）
  - 3月 - 自転車置き場を2か所設置。
  - 9月 - 校門を設置。
- 1982年（昭和57年）3月 - 「椎中みんなの森造成会」を実施。
- 1984年（昭和59年）3月 - クヌギ1,000本を植樹。
- 1986年（昭和61年）8月 - テニスコートの舗装工事を完了。
- 1988年（昭和63年）2月 - 新寄宿舎「醇和寮」が完成。
- 1989年（平成元年）10月 - 給食室を移転。校舎大規模改修（理科室・家庭科室・音楽室）を完了。
- 1994年（平成6年）12月8日 - 山林火災が発生。自衛隊が出動し、グラウンドをヘリポートとして使用。
- 1996年（平成8年）11月11日 - 椎葉村体育館において創立50周年記念式典を挙行。
- 2004年（平成16年）3月 - 校舎大規模改修（耐震補強）が完了。理科室、調理室、パソコン室、美術準備室を移転。北棟は危険校舎として使用を中止。
- 2012年（平成24年）3月 - 新プールの整備が完了。新技術室の耐震補強工事が完了。
- 2013年（平成25年）
  - 2月 - 校舎の改修工事および特別教室棟の解体工事を開始。
  - 4月1日 - 椎葉村立松尾中学校を統合。
  - 9月 - 校舎改修工事が完了。
  - 12月 - グラウンドに照明施設が完成。
- 2014年（平成26年）3月 - 学校給食共同調理場が完成。

## 部活動
- 卓球部
- 剣道部
- 野球部
- 女子バレーボール部

## 交通
最寄りのバス停留所
- 椎葉村営バス 「椎葉中学校前」バス停下車。

最寄りの幹線道路
- 国道265号（奥日向路）

## 周辺
- 椎葉村役場
- 椎葉村立椎葉小学校
- 上椎葉郵便局
- 日向警察署椎葉警察官駐在所
- 椎葉村椎葉中央保育所
- 椎葉村交流拠点施設Katerie（かてりえ）
- 往診専門動物病院 しいば動物診療所
- 椎葉村立村民体育館
- 椎葉村立総合グラウンド
- 耳川
- 上椎葉ダム
- 女神像公園